# Little Annie Fanny
Little Annie Fanny ist ein erotischer Comicstrip, der im Männermagazin Playboy von 1962 bis 1988 veröffentlicht wurde.

## Entstehung, Zeichner und Handlung
Nach ihrem Weggang von Mad schufen Will Elder und Harvey Kurtzman unter anderem die Comicfigur Goodman Beaver. Eine für die Zeitschrift Help! gezeichnete Episode mit dem Titel Goodman Goes Playboy ließ die Figuren aus Archie in Hugh Hefners Playboy Mansion auftreten, was zu einem Rechtsstreit mit Archie Comics führte, der außergerichtlich mit einer Zahlung und Übereignung der betreffenden Episoden an Archie Comics endete. In der Folge erhielten Elder und Kurtzman von Hefner allerdings ein Angebot, für den Playboy einen Comic zu erstellen, da Hefner für den Playboy eine satirische Serie haben wollte.
In Anspielung auf Harold Grays Little Orphan Annie schufen Elder und Kurtzman den Comicstrip über eine großgewachsene und kurvenreiche Blondine, die sich in fast jedem Abenteuer nackt wiederfindet. Dabei enthielten die Comics, die mit der Technik der Direktkolorierung gefertigt wurden, etliche Parodien, unter anderem auf das FBI und Women’s Lib.
Bei den Comics unterstützend tätig waren unter anderem Frank Frazetta, Russ Heath, Jack Davis, Al Jaffee, Larry Siegel und Robert Crumb. Im August 1998 wurde der Strip kurzzeitig wiederbelebt.

## Veröffentlichungen
Die erste Geschichte mit dem Titel Madison Avenue wurde im Oktober 1962 veröffentlicht. Bis 1988 erschienen in unregelmäßigen Abständen Strips mit uneinheitlichem Umfang. Eine Buchausgabe erschien bereits 1966. Dark Horse Comics brachte in den Jahren 2000 und 2001 zwei Sammelbände mit den Geschichten von Little Annie Fanny heraus.
Auf Deutsch erschienen Geschichten von Little Annie Fanny 1979 bei Zweitausendeins und 1984 im Heyne Verlag.

## Rezeption
Laut Andreas C. Knigge wurden mit Little Annie Fanny „die schlüpfrigsten Wunschträume der Playboy-Leser [...] in Annies Abenteuern erfüllt – und gleichzeitig aufs Korn genommen“; er bemängelt aber die „pseudokritische Form“ des Comicstrips. Harald Havas findet Little Annie Fanny „in vielerlei Hinsicht bemerkenswert“, da der Comicstrip nicht nur „politisch“, sondern auch „zum Zeitpunkt seiner Entstehung der aufwendigste Comic Amerikas“ sei. Nach Ansicht von Marcel Feige machte Little Annie Fanny Comics „für Erwachsene interessant“.